# Gerhard Kox
Gerhard Kox (* 26. Januar 1912 in Aachen; † 15. Februar 1982 in Dorsten) war ein deutscher Politiker (CDU).
Gerhard Kox besuchte eine Volksschule und machte eine Lehre als Handwerker. 1929 wurde er Mitglied der deutschen Kolpingfamilie. Er besuchte eine Abendschule und legte die Meisterprüfung ab. Nach dem Besuch einer Fachschule wurde er Bauingenieur. Ab 1942 arbeitete er als Bauleiter bei Großbaustellen im Ausland, zuletzt im besetzten Norwegen.
Nach dem Zweiten Weltkrieg wurde Kox 1945 Angestellter beim Magistrat von Berlin und trat ein Jahr später der CDU bei. 1949 wurde er Amtsleiter beim Bezirksamt Neukölln. Bei der Berliner Wahl 1958 wurde er in das Abgeordnetenhaus von Berlin gewählt, dem er bis 1971 angehörte.